# Centrale verwarming

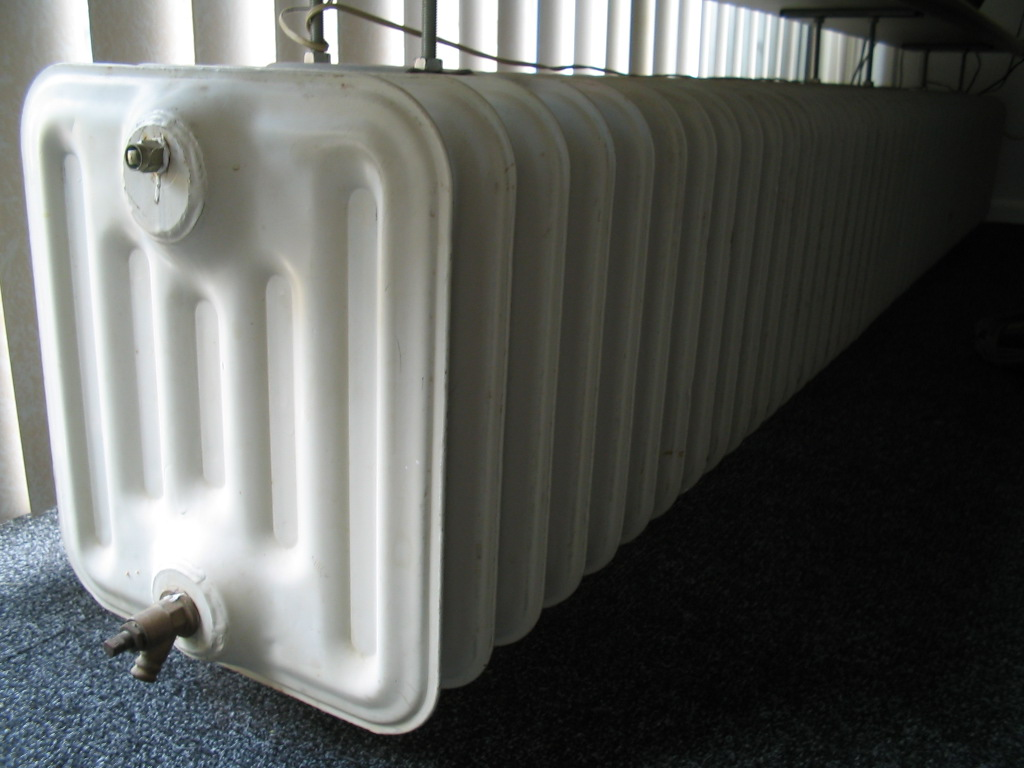
Verwarmingsradiator

Centrale verwarming (afgekort tot cv, in Vlaanderen vaak chauffage genoemd) is een verwarmingssysteem, waarbij de warmte die nodig is voor de verwarming van de vertrekken van een gebouw, centraal wordt opgewekt en met behulp van een warmteoverbrengend medium (stoom, water of lucht) wordt overgebracht naar deze vertrekken.
Centraal verwarmde huizen zijn gemeengoed geworden. Het blijkt, mits goed gebruikt, de voordeligste manier om een huis comfortabel te verwarmen. Het bekendst is het systeem waarbij radiatoren staan opgesteld in de te verwarmen vertrekken. Ze worden voorzien van opgewarmd water dat via een leidingstelsel vanuit een cv-ketel, stadsverwarming of warmtepomp wordt aangevoerd. Bij een ander systeem wordt warme lucht via een kanalenstelsel rechtstreeks in de vertrekken geblazen.

## Evolutie van de verwarmingssystemen
De naam van het systeem verwijst naar het principe; één enkele warmtebron verzorgt de verwarming in het gehele gebouw. Dit principe was bij de Romeinen reeds bekend, maar was daarna vergeten en het duurde tot het begin van de industrialisering en het gebruik van brandstoffen zoals steenkool, aardolie en aardgas voordat het principe opnieuw werd toegepast. Voor deze tijd was de stralingswarmte van het houtvuur of van de steen- kleikachel het enige verwarmingsmedium waarmee mensen zich tijdens de koude seizoenen konden verwarmen. De ontdekking van de nieuwe energiebronnen maakte het opstarten en uitbouw van de industrie mogelijk. Er werden kantoorgebouwen en fabrieken opgetrokken. De mensen brachten nu het grootste deel van hun tijd, zowel in de zomer als de winter, in afgesloten ruimten door. De verwarming van grote ruimten en van meerdere verdiepingen leidde tot de ontwikkeling van nieuwe verwarmingssystemen. Het gebruik van afzonderlijke stookplaatsen was veel te arbeidsintensief en de warmtebehoefte moest, om kosten te besparen, enkel gedurende de werktijden worden gedekt. Lokale verwarming door middel van kachels was een oplossing. Een centraal verwarmingssysteem was echter minder arbeidsintensief, zorgde voor een gelijkmatiger verwarming van grote ruimten en kon bovendien tot een verbeterde kwaliteit van de binnenlucht leiden.
Vier systemen stonden in principe ter beschikking: luchtverwarming, verwarming door middel van stoom en verwarming door middel van heet, dan wel warm water.

### Luchtverwarming
De eerste systemen werkten met luchtverwarming. De te verwarmen lucht streek langs een aantal buizen die zich bevonden in een centrale stookinrichting die calorifère werd genoemd. Daarna werd de lucht door kanalen naar de te verwarmen ruimten geleid. Het eerste bekende systeem in Nederland werd in 1825 aangelegd in Huis Landfort te Gendringen. Niet veel later (1851) volgde het Coolsingelziekenhuis te Rotterdam en een suikerraffinaderij te Utrecht. Ook de Schotse Zendingskerk, die vanaf 1856 in de Franse Schouwburg te Amsterdam was gevestigd, werd van een luchtverwarmingsinstallatie voorzien, die met turf werd gestookt. Omstreeks 1860 diende zich het systeem-Zimara aan en sinds 1867 ook het uit Duitsland afkomstige systeem-Boyer. De 'Boyersche inrichting' beloofde om al de 'zwarigheden eener mechanieke verwarming en ventilering' te overwinnen. Deze en dergelijke inrichtingen werden toegepast in openbare gebouwen waaronder scholen, ziekenhuizen, kloosters en dergelijke.
Hoewel in het begin van de 20e eeuw de luchtverwarming 'volgens Amerikaans systeem' nog wel werd aangeschaft, werd deze toch uiteindelijk door het warmwatersysteem verdrongen.

### Stoomverwarming
Stoomverwarming werd voor het eerst voorgesteld in 1745 door William Cook. In 1784 bouwde James Watt de eerste dergelijke installatie voor zijn eigen huis. Hiertoe was uiteraard een radiator nodig. Deze moest nog verder ontwikkeld worden en het bedrijf Boulton, Watt & Cie. zou een groot aantal installaties gaan leveren. Reeds in 1793 en 1799 werden enkele Engelse textielfabrieken van dit systeem voorzien. Nadeel was uiteraard de hoge temperatuur van de verwarmingselementen. Het in 1878 in Duitsland ontwikkelde systeem Bechem & Post werd vanaf de jaren 80 van de 19e eeuw ook in Nederland veel gebruikt. Het werkte met lagedruk stoom. In de vertrekken stonden 'gegoten ijzeren registers' (cq. radiatoren). De eenvoudige bediening kon 'gerust aan vrouwelijke bedienden' worden overgelaten en kostte slechts een halfuurtje per etmaal...
Vanaf de jaren 90 van de 19e eeuw gingen de meeste hotels op centrale verwarming over, hoewel het American Hotel de mogelijkheid open liet om de stoomverwarming 'om der wille van de gezelligheid door een prettig haardvuurtje te vervangen'.

### Warmwatersystemen
Het eerste min of meer gedocumenteerde warmwatersysteem is een kasverwarming te Newcastle-upon-Tyne, uit 1716. In 1777 ontwikkelde Bonnemain een warmwatersysteem ten behoeve van een broedmachine, alsmede voor de kassen van de Jardin des Plantes te Parijs. In 1819 werd het eerste warmwatersysteem in woningen geïnstalleerd, en wel te Londen door Jean Frédéric de Chabannes. De warmwaterketel werd met een keukenfornuis gecombineerd.
In Frankrijk werden vanaf de jaren 40 van de 19e eeuw de eerste woningen van een warmwatersysteem voorzien. In Nederland ving de introductie aan met rapporten in 1820 en 1829, die betrekking hadden op de verwarming van kassen. In 1838 werd het eerste pand in Nederland, en wel het woonhuis van Adriaan van der Hoop aan de Keizersgracht te Amsterdam, met een warmwatersysteem uitgerust. Hij had op zijn landgoed Spaarnberg hiermee al ervaring opgedaan bij kasverwarming. Pas na 1850 begon men op wat grotere schaal na te denken over de toepassing van 'kunstmatige verwarmingsinrichtingen' in woningen en publieke gebouwen 'zoals koffiehuizen en concertzalen'. De diverse ketels werden voornamelijk met steenkool gestookt.
In 1883 kwam een systeem op de markt van de Antwerpse firma J.L. Bacon & Cie.. Het station van de Rhijnspoorweg te Utrecht werd hiermee uitgerust. Plaatsing van de verwarmingsketel in de keuken in plaats van de kelder kwam vanaf 1886 in zwang. Dit werd door Eisenwerk Kaiserslautern op de markt gebracht. De ketel werd hierbij ook als fornuis gebruikt. Niet veel later werd de gietijzeren ketel ingevoerd.
Tot aan de Eerste Wereldoorlog vond centrale verwarming slechts toepassing in openbare gebouwen zoals kantoren, ziekenhuizen en hotels. Particuliere toepassingen vond men slechts in villa's en herenhuizen. Pas hierna zou de centrale verwarming breder ingang vinden. Toch zou het nog tot omstreeks 1965 duren voordat centrale verwarming ook binnen het bereik kwam van minder welgestelde particulieren.

### Heetwatersystemen
Hieronder werden systemen verstaan met water van boven 100 °C, dus onder hogere dan atmosferische druk. Het eerste systeem werd in 1831 gepatenteerd door Jacob Perkins. Het werd vanaf 1838 toegepast in Frankrijk en vervolgens ook in Denemarken en omstreeks 1860 in Duitsland. De watertemperatuur bedroeg 170 °C~, hetgeen veiligheidsproblemen en ontploffingsgevaar met zich mee kon brengen. Het systeem-Perkins vereiste zeer dikwandige buizen. Onder meer het Algemeen Rijksarchief in Den Haag werd ermee uitgerust.
Het is overigens niet per definitie efficiënter de energie centraal op te wekken. Voorbeelden van andere concepten zijn de zonnehaardwoning of de gaskachel. Het kan efficiënter zijn plaatselijk te stoken, afhankelijk van het soort gebouw en het gedrag van de gebruiker.

### Watergevulde cv-systemen

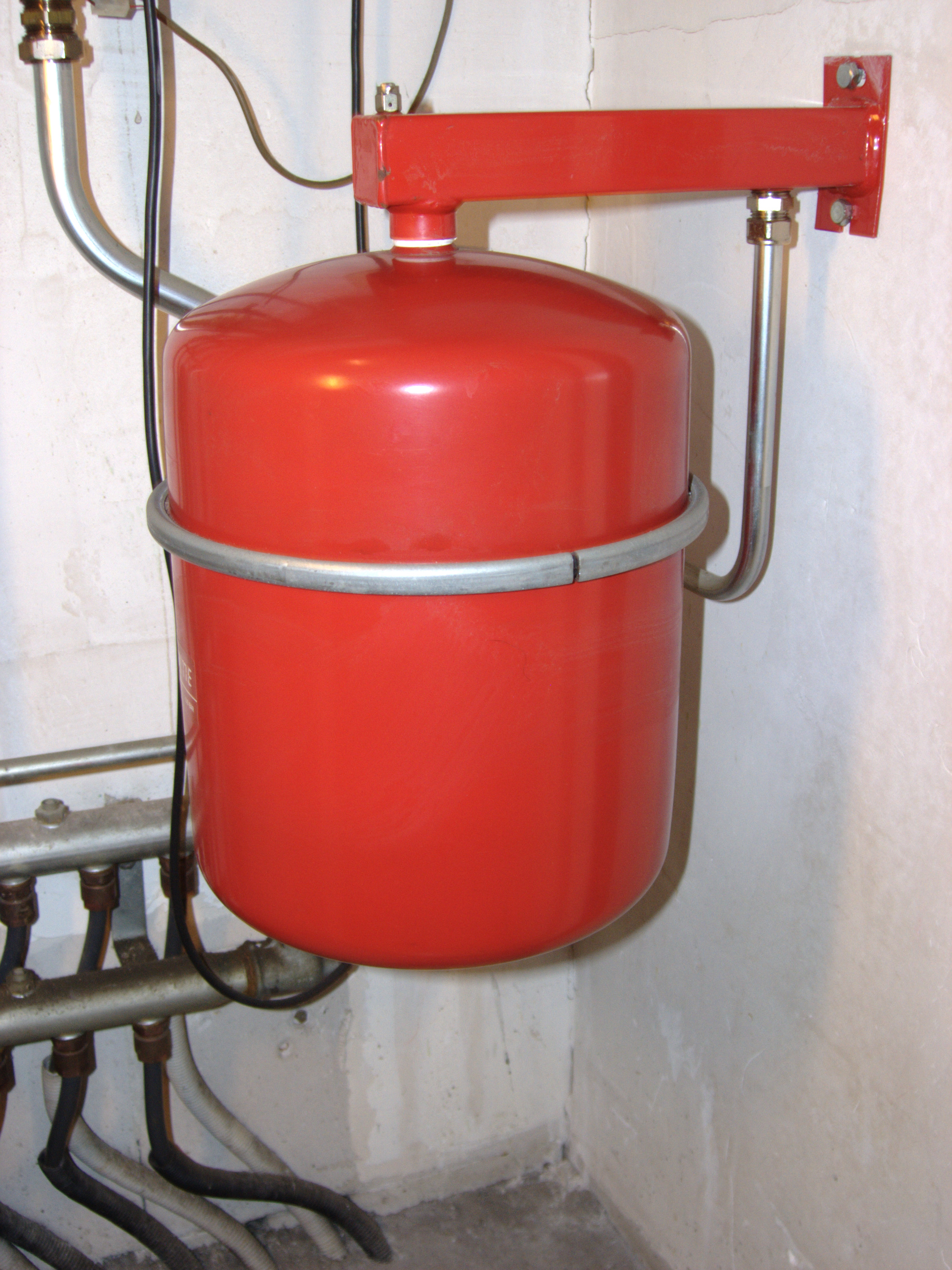
Expansievat

In Nederland en Vlaanderen komen systemen waarin water wordt gebruikt als medium om de warmte te transporteren het meest voor. De cv-ketel verwarmt hierbij water dat via leidingen door radiatoren stroomt die de warmte afgeven. Het afgekoelde water stroomt vervolgens weer terug naar de cv-ketel, waar het opnieuw wordt opgewarmd. Bij de meeste systemen staan de radiatoren parallel, dat wil zeggen iedere radiator heeft een eigen heengaande en teruggaande leiding en iedere radiator kan afzonderlijk worden geregeld met behulp van een radiatorkraan. Sommige oudere systemen hebben een enkele leiding waarin alle radiatoren in serie zijn gezet. Het is bij deze systemen niet mogelijk de doorstroming van een enkele radiator te variëren. In plaats daarvan wordt de luchtcirculatie rond een radiator geregeld. Door een klep dicht te draaien stopt de lucht rond de radiator met circuleren, waardoor de radiator slechts weinig warmte afgeeft. De radiator zelf blijft in deze systemen echter altijd warm.
Rond radiatoren kan een ombouw worden geplaatst, waarbij de lucht rond de radiator moet kunnen blijven circuleren omdat de radiator anders geen warmte aan de omgeving kan overdragen. Sommige systemen hebben een zogenaamde convector. Bij deze systemen is de radiator op een bepaalde wijze onder de vloer geplaatst en dus niet zichtbaar. Nadeel is het rooster in de vloer boven de convectorput dat vrij moet blijven.
In plaats van, of in combinatie met radiatoren, kan ook vloerverwarming worden toegepast, hierbij stroomt het warme water door buizen in de afwerkvloer, hierdoor zal de gehele vloer gelijkmatig opwarmen.
Voor het transport van het water door de installatie wordt gebruikgemaakt van een circulatiepomp, soms aangeduid met de benaming circulator. Hedendaagse circulatiepompen zijn voorzien van een energielabel. De standaard pomp heeft een energielabel D, een beperkt aantal fabrikanten levert pompen met een B- of een A-label. Met een A-label-circulator kan uiteraard de grootste energiebesparing verwezenlijkt worden.
Daarnaast bevat een watergevulde cv-installatie een expansievat dat te grote drukverschillen in het systeem voorkomt. Deze ontstaan door het uitzetten van het water bij verwarming. Zonder expansievat zou de druk in het systeem zo hoog kunnen oplopen dat een leiding of een ander onderdeel in het systeem openbarst. Een overdrukventiel voorkomt dat een te ver gevulde cv-installatie alsnog beschadigd raakt, zelfs wanneer de grens van het bereik waarover het expansievat de drukverschillen kan opvangen, is overschreden.
Een andere, vooral in de Verenigde Staten vaak voorkomende vorm van centrale verwarming is luchtverwarming. Hierbij circuleert lucht in plaats van water.

### Temperatuurregeling

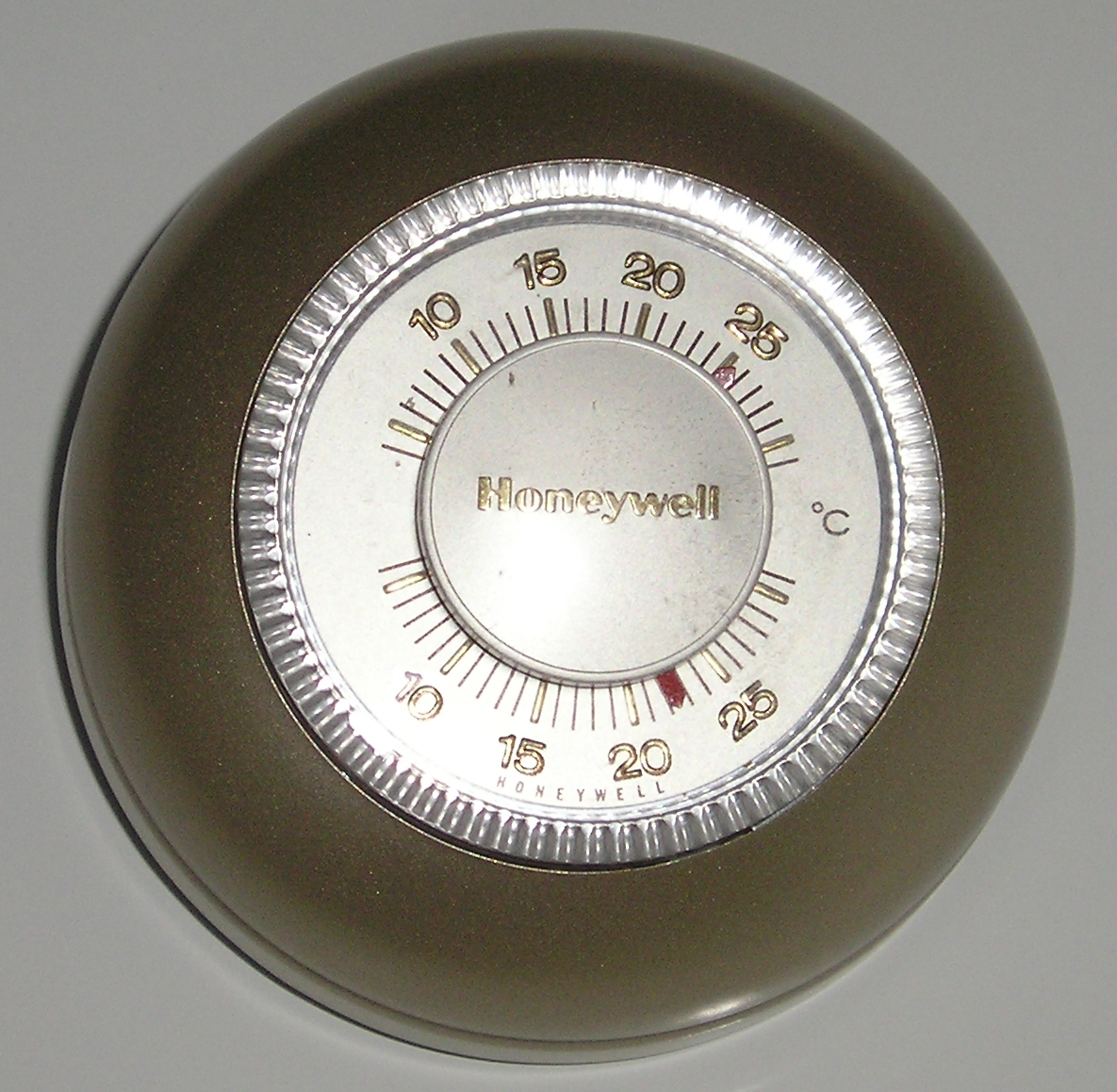
T87F, oud model kamerthermostaat van Honeywell

De temperatuurregeling van het hoofdvertrek (woonkamer of kantoor) wordt dikwijls geregeld door middel van een kamerthermostaat. De radiatoren in deze kamer zijn niet afzonderlijk geregeld, maar staan eigenlijk altijd aan.
In andere vertrekken kunnen zogenaamde thermostaatkranen worden gemonteerd. Deze kranen regelen de doorstroming van de radiator, afhankelijk van de ingestelde temperatuur en de temperatuur van de ruimte. Uiteraard werken deze alleen maar goed wanneer de pomp loopt en het water wordt verwarmd. Als de temperatuur in het hoofdvertrek hoger is dan de ingestelde waarde van de kamerthermostaat, wordt het water niet verwarmd en zullen de thermostaatkranen niet werken. Een voordeel van thermostaatkranen is dat ze kunnen worden gebruikt in ruimten die alleen maar vorstvrij moeten worden gehouden, zoals garages.
De thermostaat kan mechanisch of elektronisch zijn. Mechanische thermostaten worden niet veel meer gebruikt. Elektronisch gestuurde thermostaten kunnen voorzien zijn van een aan/uit schakeling of ze zijn uitgevoerd als modulerende thermostaat, dit laatste type kan alleen toegepast worden bij een cv-toestel dat beschikt over een modulerende regeling. De brandercapaciteit van zo`n toestel wordt voortdurend aangepast aan de actuele warmtebehoefte. Als een woning na afkoeling moet worden opgewarmd, gebeurt dat met relatief heet water van bijvoorbeeld 60°, of in de winter zelfs 70°. Zodra het huis voldoende opgewarmd is, zakt de cv-watertemperatuur zover als mogelijk is zonder dat de woning weer afkoelt, bijvoorbeeld naar 40°. Hierdoor is vaak minder brandstof nodig om het huis warm te houden.
In Nederland en België worden uitsluitend elektronische thermostaten verkocht omdat de oudere thermostaten kwik bevatten. Verwijderde oude thermostaten behoren tot klein chemisch afval en mogen niet zomaar worden weggegooid. Eenvoudige elektronische thermostaten regelen uitsluitend op de heersende kamertemperatuur; slimmere exemplaren houden rekening met de tijd dat de ketel brandt en kunnen als het ware "vooruit kijken" naar de temperatuur zoals die over een aantal minuten zal zijn. Daardoor wordt de binnentemperatuur gelijkmatiger. Vaak moeten dergelijke "zelflerende" thermostaten een dag of drie in bedrijf zijn voordat ze op de te verwarmen ruimte en de gewenste warmtebehoefte zijn ingesteld.
Cv-installaties worden meestal aangelegd en onderhouden door loodgieters of installateurs.

## Externe bron
- Meindert Stokroos: Verwarmen en verlichten in de negentiende eeuw, Walburg Pers, 2001, ISBN 90 5730 147 4